# Mišmar David
Mišmar David (hebrejsky מִשְׁמַר דָּוִד, doslova „Davidova stráž“, v oficiálním přepisu do angličtiny Mishmar Dawid, přepisováno též Mishmar David) je vesnice typu kibuc (třebaže uváděna i jako společná osada - jišuv kehilati) v Izraeli, v Centrálním distriktu, v Oblastní radě Gezer.

## Geografie
Leží v nadmořské výšce 156 metrů na pomezí hustě osídlené a zemědělsky intenzivně využívané pobřežní nížiny a regionu Šefela.
Obec se nachází 22 kilometrů od břehu Středozemního moře, cca 30 kilometrů jihovýchodně od centra Tel Avivu a cca 32 kilometrů západně od historického jádra Jeruzalému. Mišmar David obývají Židé, přičemž osídlení v tomto regionu je etnicky převážně židovské.
Mišmar David je na dopravní síť napojen pomocí lokální silnice číslo 411. Východně od obce se kříží dálnice číslo 44 a dálnice číslo 3.

## Dějiny
Mišmar David byl založen v roce 1948. První židovští osadníci se sem nastěhovali v říjnu 1948. Šlo o Židy původem z Rumunska, kteří využili vysídlenou arabskou vesnici v tomto regionu, který byl dobyt v rámci Operace Nachšon během války za nezávislost, kdy v zdejší oblasti probíhaly těžké boje o kontrolu nad koridorem spojujícím pobřeží a Jeruzalém. Mišmar David je pojmenován podle Davida „Mickeyho“ Marcuse, americkožidovského vojáka, který pomáhal Izraeli během války za nezávislost a který během ní padl.
Vysídlená arabská vesnice na místě nynějšího Mišmar David se jmenovala Chulda (nezaměňovat se současnou židovskou vesnicí Chulda stojící cca 2 kilometry západně odtud). Křižáci ji nazývali Huldre. Šlo o menší sídlo stojící na pahorku jen pár set metrů východně od dnešního Mišmar David. Roku 1931 měla vesnice 178 obyvatel a 29 domů. Po jejím dobytí Izraelci v rámci Operace Nachšon zde arabské osídlení skončilo a koncem dubna 1948 byla opuštěná vesnice zbořena s výjimkou dvou domů. Přímo na místě původní arabské vesnice se pak usadili noví židovští obyvatelé. Koncem 50. let 20. století potom pro ně začala západně od dosud provizorně obývané arabské vesnice vyrůstat nová zástavba.
Místní ekonomika je založena na zemědělství a průmyslu. Vedení obce plánuje stavební expanzi na kapacitu 350 rodin.

## Demografie
Podle údajů z roku 2014 tvořili naprostou většinu obyvatel v Mišmar David Židé (včetně statistické kategorie "ostatní", která zahrnuje nearabské obyvatele židovského původu ale bez formální příslušnosti k židovskému náboženství).
Jde o menší obec vesnického typu s dlouhodobě stagnující populací. K 31. prosinci 2014 zde žilo 603 lidí. Během roku 2014 populace stoupla o 18,5 %.
| Rok            | 1961 | 1972 | 1983 | 1995 | 2001 | 2003 | 2004 | 2005 | 2006 | 2007 | 2008 | 2009 | 2010 | 2011 | 2012 | 2013 | 2014 |
| -------------- | ---- | ---- | ---- | ---- | ---- | ---- | ---- | ---- | ---- | ---- | ---- | ---- | ---- | ---- | ---- | ---- | ---- |
| Počet obyvatel | 66   | 102  | 130  | 251  | 230  | 238  | 234  | 209  | 197  | 189  | 195  | 124  | 116  | 112  | 292  | 509  | 603  |